# Магнитное поле

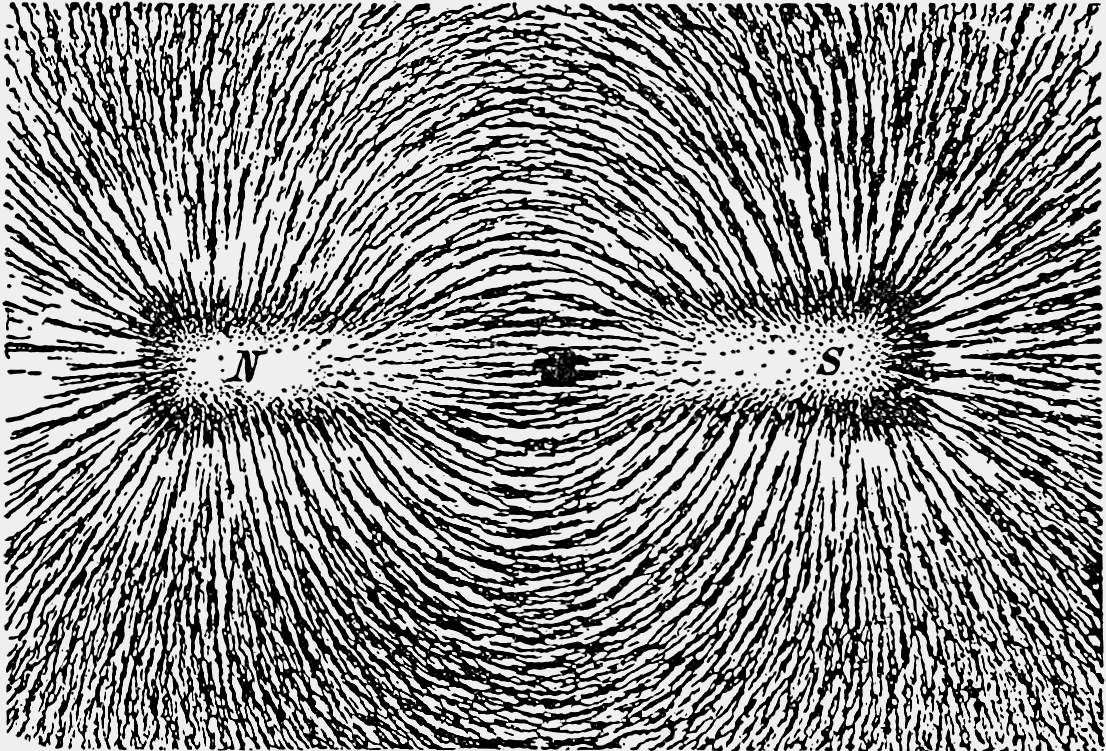
Картина силовых линий магнитного поля, создаваемого постоянным магнитом в форме стержня. Железные опилки на листе бумаги.

Магни́тное по́ле — поле, действующее на движущиеся электрические заряды и на тела, обладающие магнитным моментом, независимо от состояния их движения; магнитная составляющая электромагнитного поля.
Магнитное поле может создаваться электрическим током или, в случае постоянных магнитов, магнитными моментами электронов в атомах (и моментами других частиц, что обычно проявляется в существенно меньшей степени).
Кроме этого, оно возникает в результате изменения во времени электрического поля.
Основной количественной характеристикой магнитного поля является вектор магнитной индукции {\displaystyle \mathbf {B} }  (вектор индукции магнитного поля). С математической точки зрения магнитное поле описывается векторным полем {\displaystyle \mathbf {B} =\mathbf {B} (x,y,z,t)}, заданным в каждой точке пространства в зависимости от времени {\displaystyle t}.
Вместо магнитной индукции для описания магнитного поля можно использовать ещё одну фундаментальную величину, тесно с ней взаимосвязанную, — векторный потенциал {\displaystyle \mathbf {A} } ({\displaystyle \mathbf {B} =\operatorname {rot} \mathbf {A} }).
Нередко в литературе в качестве основной характеристики магнитного поля в вакууме (то есть в отсутствие вещества) выбирают не вектор магнитной индукции {\displaystyle \mathbf {B} ,} а вектор напряжённости магнитного поля {\displaystyle \mathbf {H} }, что формально можно сделать, так как в вакууме эти два вектора совпадают; однако в магнитной среде вектор {\displaystyle \mathbf {H} } не несёт уже того же физического смысла, являясь важной, но всё же вспомогательной величиной. Поэтому, несмотря на формальную эквивалентность обоих подходов для вакуума, с систематической точки зрения следует считать основной характеристикой магнитного поля именно {\displaystyle \mathbf {B} .}
Магнитное поле можно назвать особым видом материи, посредством которого осуществляется взаимодействие между движущимися заряженными частицами или телами, обладающими магнитным моментом.
В специальной теории относительности магнитные поля являются необходимым следствием существования электрических полей. При переходе от одной ИСО к другой магнитные и электрические поля преобразуются совместно.
Вместе магнитное и электрическое поля образуют электромагнитное поле, проявлениями которого являются, в частности, свет и все другие электромагнитные волны.
С точки зрения квантовой теории поля магнитное взаимодействие — как частный случай электромагнитного взаимодействия — переносится фундаментальным безмассовым бозоном — фотоном (частицей, которую можно представить как квантовое возбуждение электромагнитного поля), часто (например, во всех случаях статических полей) — виртуальным.

Электрический ток (I), проходя по проводнику, создаёт вокруг него магнитное поле (B)

## История развития представлений о магнитном поле

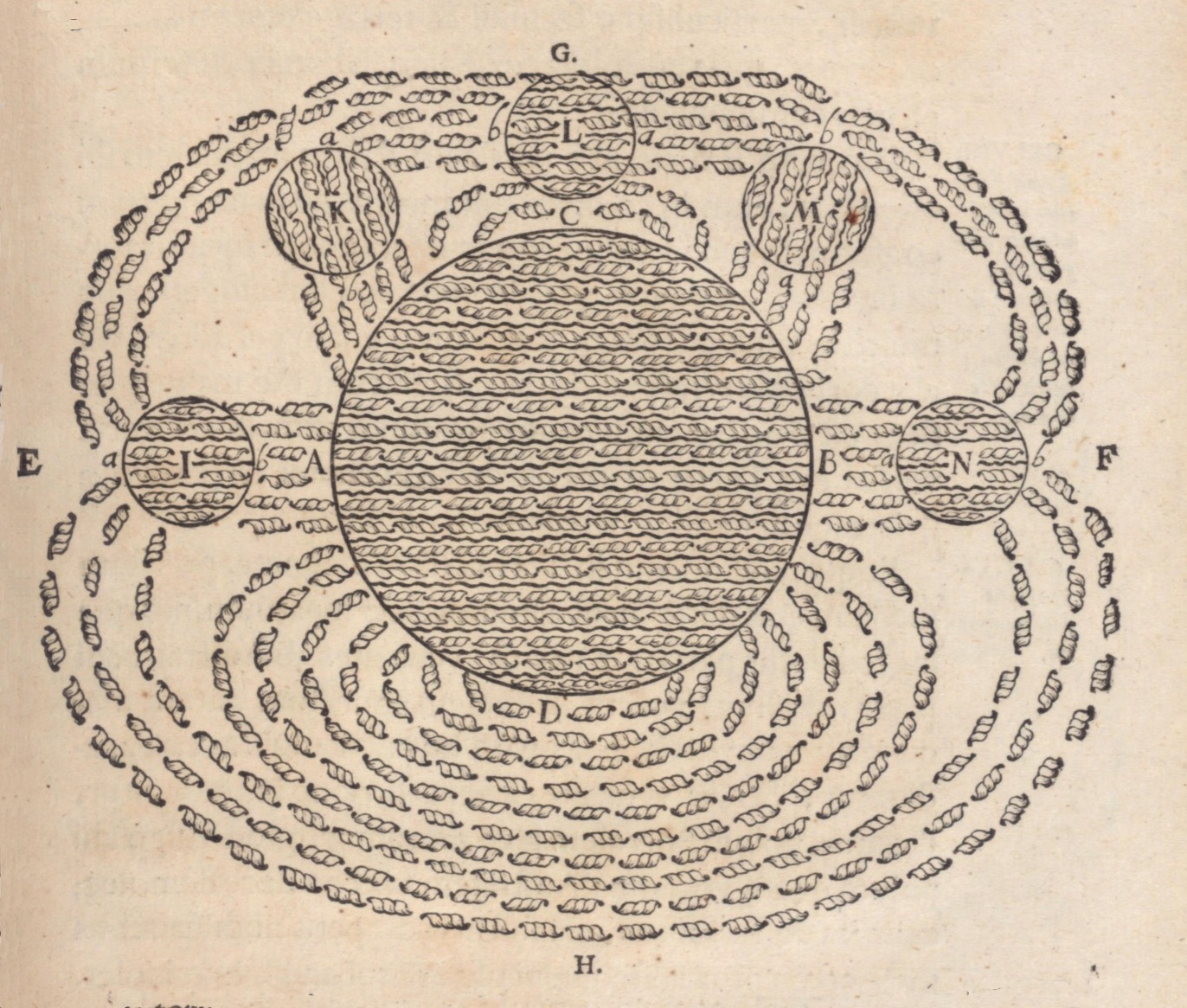
Один из первых рисунков магнитного поля (Рене Декарт, 1644)

Работа Эрстеда, Der Geist in der Natur, 1854